# Музей К. Э. Циолковского, авиации и космонавтики
Музей К. Э. Циолковского, авиации и космонавтики г. Киров — музей космической тематики в Кирове. С 13 марта 2018 в построенном рядом с ним здании открыт Детский космический центр им В. П. Савиных. Объединённый музейный комплекс имеет название Музей К. Э. Циолковского, авиации и космонавтики г. Киров (Детский космический центр им В. П. Савиных). Предметный фонд музея на 2019 год насчитывает более 12 тыс. единиц хранения. Общая площадь музея — 5631,8 м². Среди экспонатов находятся образцы ракетно-космической техники, личные вещи космонавтов, архивные документы и предметы нумизматики и филателии.

## История
В историческом центре уездного города Вятки на улице Преображенской 160 лет назад в 1858 году усилиями купцов Шуравиных построен большой полукаменный с антресолями флигель. Здание сдавалось в наем, и с 1873 по 1878 гг. здесь проживала семья великого русского учёного, основоположника космонавтики Константина Эдуардовича Циолковского.
В советское время в этом доме в течение 30 лет проживала семья Тухариновых. Юрий Владимирович Тухаринов — генерал-полковник, первый командующий 40-й армией, который руководил вводом советских войск в Афганистан в 1979 г. Кроме того, он внёс большой вклад в строительство советских военно-космических объектов в Средней Азии. В 1968 г. на здании установлена мемориальная доска, увековечившая память о пребывании К.Э. Циолковского в Вятке, а в 2007 г. — доска в честь Ю.В. Тухаринова.
10 апреля 1988 г. состоялось торжественное открытие музея К.Э. Циолковского, авиации и космонавтики в этом историческом здании. В открытии приняли участие Виктор Петрович Савиных, летчик-космонавт СССР, дважды Герой Советского Союза, Александр Александрович Серебров, летчик-космонавт СССР, Герой Советского Союза, правнуки и внучка К. Э. Циолковского. В 1989 г. проведены первые Молодежные Циолковские Чтения, ставшие впоследствии всероссийским форумом, где свои исследовательские работы представляют школьники и студенты из всех регионов России. В 2007 г. на территории музея установлен бюст В. П. Савиных.
В декабре 2014 г. по инициативе В. П. Савиных началось строительство второго здания Музея — современного музейного учреждения с новыми экспозиционными залами, площадями для хранения экспонатов, цифровым планетарием. 13 марта 2018 г. состоялось торжественное открытие Детского космического центра.

## Экспозиция
Музейная коллекция была основана в 1988 году, к началу 2020-го она достигла 12057 тыс. единиц хранения. В Музее хранятся образцы космической техники, вещественные реликвии, документы, газеты, фотографии и негативы, аудио- и видеозаписи, почтовые марки, живопись и художественная полиграфия. Большая часть экспонатов поступает в фонды путём дарения. Экспозиция также включает произведения искусства разных жанров на тему космоса.
Музей имеет 6 залов: зал «Исследование космического пространства», зал «Пилотируемая космонавтика», зал «Виктор Петрович Савиных, лётчик-космонавт СССР, дважды Герой Советского Союза» и залы исторического здания Музея, в которых действуют постоянные экспозиции «Жизнь и деятельность великого русского ученого, основоположника космонавтики К.Э. Циолковского», «Вклад кировчан в освоение космического пространства» и интерактивный зал «Астрофизические явления».
В зале «Исследование космического пространства» представлены глобусы Луны и Марса, образцы минералов, которые могут встречаться на других планетах, составные части космических аппаратов, солнечные батареи, макеты ракет-носителей и действующих российских спутников. В зале демонстрируется уникальный медиа-контент, включающий в себя видеоролики об изучении планет Солнечной системы, далеких звезд, перспективах колонизации внеземных объектов.
Зал «Пилотируемая космонавтика» знакомит посетителей с историей освоения космического пространства, жизнью космонавтов на Международной космической станции. В экспозиции представлены костюмы и личные вещи космонавтов, экспонаты с космических кораблей, приборы, использовавшиеся на космических станциях, макеты спутников и ракет, образцы космической пищи, средства гигиены космонавтов, скафандр для выхода в открытый космос «Орлан».
Зал «Виктор Петрович Савиных, лётчик-космонавт СССР, дважды Герой Советского Союза» знакомит посетителей с детством, школьными и студенческими годами жизни В.П.Савиных, историей трех космических полётов (1981, 1985 и 1988 годов), педагогической и общественной деятельностью.
В зале «Астрофизические явления» расположены интерактивные экспонаты, которые в игровой форме наглядно демонстрируют различные физические законы и явления природы. Здесь можно создавать искусственные облака и торнадо, генерировать электрическую энергию. В зале проводится научное шоу «Лаборатория космических наук».
Детский космический центр им. В. П. Савиных оснащен современным цифровым полнокупольным планетарием, диаметр купола которого 12 метров. Зал рассчитан на 50 зрителей. В планетарии проходят лекции, демонстрируются научно-познавательные фильмы для детей и взрослых.

### Экспозиция в историческом здании Музея К. Э. Циолковского, авиации и космонавтики
«Жизнь и деятельность великого русского ученого, основоположника космонавтики К. Э. Циолковского». В экспозиции, посвященной Константину Эдуардовичу Циолковскому, представлен материал, раскрывающий детские и юношеские годы жизни будущего ученого, которые прошли в Вятке, его первые научные разработки и прижизненные издания. Среди экспонатов особое место занимают предметы быта конца XIX века, физические приборы периода деятельности Константина Эдуардовича, макет дирижабля и аэродинамической трубы К. Э. Циолковского.
«Вклад кировчан в освоение космического пространства»
Экспозиция посвящена истории освоения космоса и вкладу уроженцев Кировской области в развитие космической отрасли страны. В экспозиции представлен материал о Викторе Петровиче Савиных, летчике-космонавте СССР, дважды Герое Советского Союза, Александре Александровиче Сереброве, летчике-космонавте СССР, Герое Советского Союза, а также о разработчиках ракетно-космической техники, ученых и руководителях авиакосмических предприятий.

### Значимые экспонаты

#### Подлинники
- скафандр «Сокол»
- спускаемые аппараты космического корабля «Союз Т-2»[8] и «Союз ТМА-17М»
- центральный пост управления космической станцией «Салют»[8]

#### Технологические дубликаты
- уникальный интерактивный тренажерный комплекс «Виртуальная космонавтика» (виртуальные и физические аналоги космического корабля Союз-ТМА, Международной космической станции, Центра управления полётами, вертолета МИ-8)[9]

#### Макеты
- макет дирижабля и аэродинамической трубы К. Э. Циолковского.
- скафандр для выхода в открытый космос «Орлан»[2]

## Современная деятельность

### Популярные выставки 2019 года
- «Сын земли Вятской», посвященная 80-летию Виктора Петровича Савиных
- «Сердце, рвущееся к звездам», к юбилею Ю. А. Гагарина
- «Крылья победы», посвященная Дню Победы[10]
- Фотоконкурс «Земля — колыбель человечества», ко дню рождения К. Э. Циолковского
- «Краски Земли»[11]
- «Новый год на орбите»[12]

## Просветительские проекты

### Космические субботы
Проект представляет собой цикл встреч с космонавтами и специалистами космической отрасли. Гости проекта отвечают на вопросы школьников и студентов, рассказывают о работе в космосе, о подготовке космонавтов, делятся своими мыслями о будущем космонавтики.

### Астролекторий
Цикл познавательных музейных занятий по астрономии для старшеклассников, разработанных на базе ФГОС с презентацией научно-познавательных фильмов в планетарии.

### Клубы для детей и подростков
В Детском космическом центре клубы проводятся по 5 направлениям: аэрокосмическое, астрофизическое, робототехническое, IT-направление и изостудия.

### Всероссийский форум «Молодежные Циолковские чтения»
Чтения проводятся с 1989 года в Музее К. Э. Циолковского, авиации и космонавтики г. Кирова. Целью Чтений является создание условий для ранней ориентации подрастающего поколения на выбор профессий передовых отраслей науки и техники. Почетным председателем Чтений является Виктор Петрович Савиных, летчик-космонавт СССР, дважды Герой Советского Союза, Почетный гражданин г. Кирова и Кировской области. Чтения проводятся один раз в два года и собирают тысячи участников — школьников и студентов из многих регионов России. География участников форума постоянно расширяется и насчитывает более 90 городов России.

### Экспедиции на Байконур
Ежегодно команда Детского космического центра, состоящая из старшеклассников-победителей олимпиад и конкурсов по теме космоса, участвует в работе Международной космической школы им. Челомея и запуске ракет на космодроме Байконур.